# Christmas Music
《Christmas Music》은 데카 레코드에서 1940년에 발매한 크리스마스 음악 컴필레이션 음반이다. 이 컴필레이션 음반에는 빙 크로스비, 케니 베이커, 멘 어바웃 타운과 에디 던스테터와 같이 데카 레코드에 소속된 아티스트들이 참여했으며, 처음으로 후년인 1942년 3000만 장을 넘게 판매할 "Silent Night"이 상업적으로 발매가 된 음반이기도 하다.

## 트랙리스트
이 음반은 데카의 카탈로그 너머 159를 부여 받았다.

디스크 1 (304)
1. "Christmas Day (Part One)", 1934년 11월 멘 어바웃 타운 녹음
2. "Christmas Day (Part Two)", 1934년 11월 멘 어바웃 타운 녹음

디스크 2 (621)
1. "Silent Night", 1935년 11월 13일 빙 크로스비와 빅터 영, 그리고 오케스트라 녹음
2. "Adeste Fideles", 1935년 11월 12일 빙 크로스비와 빅터 영, 그리고 오케스트라의 녹음[5]

디스크 3 (2189)
1. "O Little Town of Bethlehem", 1938년 11월 18일 케니 베이커와 에디 던스테터 녹음
2. "O Holy Night", 1938년 11월 18일 케니 베이커와 에니 던스테터 녹음

디스크 4 (2190)
1. "It Came Upon A Midnight Clear", 1938년 11월 18일 케니 베이커와 에디 던스테터 녹음
2. "Hark! The Herald Angels Sing", 1938년 11월 18일 케니 베이커와 에디 던스테터 녹음